# Liste der Johannes-Nepomuk-Darstellungen im Bezirk Scheibbs
Der 1729 heiliggesprochene Johannes Nepomuk gilt nach Maria und Josef als der am dritthäufigsten dargestellte Heilige in Österreich. An zahlreichen Standorten gibt es Johannes-Nepomuk-Darstellungen im niederösterreichischen Bezirk Scheibbs.
Erst nach Böhmen, aber noch vor dessen Selig- oder Heiligsprechung, setzte in Niederösterreich jene Verehrung Johannes Nepomuks ein, die sich in Form von Statuen und Bildern dokumentiert. Gemessen an der großen Zahl plastischer und bildhafter Darstellungen ist die Zahl der Johannes Nepomuk geweihten Kirchen im Bezirk Scheibbs allerdings verschwindend gering.

## Standorte
| Foto |                 | Objekt                                                   | Standort                                   | Künstler      | Baujahr | Beschreibung |
| ---- | --------------- | -------------------------------------------------------- | ------------------------------------------ | ------------- | ------- | --- |
| ja   | Datei hochladen | Statue Johannes Nepomuk HERIS-ID: 21088 Objekt-ID: 17402 | Gaming ·                                   |               |         | Auf dem rechten Seitenaltar der Pfarrkirche von Gaming befinden sich Statuen von den Heiligen Benedikt, Bruno und Johannes Nepomuk.                                                      |
|      | Datei hochladen | Statue Johannes Nepomuk                                  | Göstling an der Ybbs                       |               |         | In einer Hauskapelle in Königsberg 25 befinden sich Statuetten der Muttergottes sowie der heiligen Antonius von Padua und Johannes Nepomuks aus der Zeit um 1847.                        |
| ja   | Datei hochladen | Statue Johannes Nepomuk                                  | Göstling an der Ybbs ·                     |               | 1910    | An der südlichen Ortsausfahrt steht eine 1729 errichtete und Johannes Nepomuk geweihte Kapelle. Darin befindet sich auf einem Piedestal eine mit 1910 datierte Statue Johannes Nepomuks. |
| ja   | Datei hochladen | Statue Johannes Nepomuk HERIS-ID: 23379 Objekt-ID: 19731 | Göstling an der Ybbs ·                     |               | 1775    | Bei der östlichen Brücke über die Ybbs steht eine Johannes Nepomuk geweihter Bildstock aus dem Jahr 1775.                                                                                |
|      | Datei hochladen | Statue Johannes Nepomuk                                  | Göstling an der Ybbs                       |               |         | In einer Hauskapelle im Haus Strohmarkt 30 befindet sich eine aus der zweiten Hälfte des 18. Jahrhunderts stammende Statuette Johannes Nepomuks.                                         |
| ja   | Datei hochladen | Statue Johannes Nepomuk HERIS-ID: 25075 Objekt-ID: 21490 | Gresten ·                                  |               |         | In Gresten steht eine Johannes-Nepomuk geweihte Nischenkapelle aus der Zeit um 1722 bis 1730.                                                                                            |
| ja   | Datei hochladen | Statue Johannes Nepomuk HERIS-ID: 21786 Objekt-ID: 18109 | Lunz am See ·                              |               | 1770    | Bei der Ybbsbrücke im Zuge der Seestraße in Lunz am See steht ein Bildstock Johannes Nepomuks aus dem Jahr 1770.                                                                         |
| ja   | Datei hochladen | Statue Johannes Nepomuk HERIS-ID: 21791 Objekt-ID: 18114 | Lunz am See ·                              |               | 1861    | Auf der Töpperbrücke in Kasten steht neben anderen aus Gusseisen gefertigten Statuen auch eine Johannes Nepomuks, die im Jahr 1861 gestiftet wurde.                                      |
| ja   | Datei hochladen | Statue Johannes Nepomuk                                  | Mitterberg ·                               |               |         | In Mitterberg steht eine Wegkapelle aus der Zeit um 1905 mit einer Statue Johannes Nepomuks aus der zweiten Hälfte des 18. Jahrhunderts.                                                 |
| ja   | Datei hochladen | Statue Johannes Nepomuk HERIS-ID: 22418 Objekt-ID: 18750 | Neuhaus (Gemeinde Gaming, am Zellerrain) · |               |         | An der linken Seite des Langhauses der Filialkirche Neuhaus am Zellerrain befindet sich eine Statue Johannes Nepomuks aus der Mitte des 18. Jahrhunderts.                                |
| ja   | Datei hochladen | Statue Johannes Nepomuk                                  | Oberndorf an der Melk ·                    |               |         | Bei der alten Brücke über die Melk steht ein Johannes Nepomuk geweihter Bildstock aus der Mitte des 19. Jahrhunderts.                                                                    |
| ja   | Datei hochladen | Statue Johannes Nepomuk                                  | Perwarth ·                                 |               |         | Bei der Brücke über die Erlauf steht auf einem reich geschmückten Sockel eine Statue Johannes Nepomuks aus der Zeit um 1720.                                                             |
| ja   | Datei hochladen | Statue Johannes Nepomuk HERIS-ID: 20996 Objekt-ID: 17310 | Puchenstuben ·                             |               |         | Im südlichen Ortsgebiet von Puchenstuben steht ein Bildstock Johannes Nepomuks aus der Mitte des 18. Jahrhunderts.                                                                       |
| ja   | Datei hochladen | Statue Johannes Nepomuk                                  | Purgstall an der Erlauf ·                  |               | 1722    | Bei der Brücke in der Graf-Schaffgotsch-Gasse steht auf einem Volutenpostament eine Johannes Nepomuk-Statue; datiert mit 1722.                                                           |
|      | Datei hochladen | Statue Johannes Nepomuk                                  | Sankt Anton an der Jeßnitz                 |               |         | An der linken Langhauswand der Pfarrkirche von Sankt Anton an der Jeßnitz befindet sich eine Statue Johannes Nepomuks.                                                                   |
|      | Datei hochladen | Statue Johannes Nepomuk                                  | Sankt Corona am Schöpfl                    |               |         | Am Kirchenweg von Sankt Corona am Schöpfl steht eine Johannes-Nepomuk-Kapelle mit einer Statue des Heiligen aus dem Ende des 18. Jahrhunderts.                                           |
| ja   | Datei hochladen | Statue Johannes Nepomuk HERIS-ID: 21296 Objekt-ID: 17614 | Scheibbs ·                                 |               | 1712    | Als Gegenkanzel befindet sich in der Pfarrkirche von Scheibbs eine auf einer Weltkugel stehende Figur Johannes Nepomuks. Laut Chronogramm stammt sie aus dem Jahr 1712.                  |
| ja   | Datei hochladen | Statue Johannes Nepomuk HERIS-ID: 24239 Objekt-ID: 20616 | Scheibbs ·                                 |               | 1722    | Auf dem Rathausplatz von Scheibbs steht eine mit 1722 datierte Johannes-Nepomuk-Säule.                                                                                                   |
| ja   | Datei hochladen | Statue Johannes Nepomuk                                  | Scheibbs ·                                 | Josef Lechner | 1989    | Bei der so genannten Römerbrücke im Zuge der Erlaufstraße steht eine 1989 von Josef Lechner aus Holz geschnitzte Statue Johannes Nepomuks.                                               |
| ja   | Datei hochladen | Statue Johannes Nepomuk HERIS-ID: 24564 Objekt-ID: 20965 | Steinakirchen am Forst ·                   |               |         | Im Langhaus der Pfarrkirche Steinakirchen am Forst befindet sich eine Statue Johannes Nepomuks aus der Zeit zwischen 1700 und 1730.                                                      |
| ja   | Datei hochladen | Statue Johannes Nepomuk HERIS-ID: 24572 Objekt-ID: 20973 | Steinakirchen am Forst ·                   |               | 1722    | Auf dem Unteren Markt von Steinakirchen am Forst steht eine Statue Johannes Nepomuks aus dem Jahr 1722.                                                                                  |
|      | Datei hochladen | Statue Johannes Nepomuk                                  | Wang                                       |               |         | Auf dem Hochaltar der Kirche von Wang steht eine aus der ehemaligen Schlosskapelle stammende Darstellung Johannes Nepomuks als rechte Seitenfigur.                                       |
|      | Datei hochladen | Statue Johannes Nepomuk                                  | Wieselburg                                 |               |         | Bei der Brücke über die Erlauf in Wieselburg stehen Statuen der heiligen Urban und Johannes Nepomuk aus der zweiten Hälfte des 18. Jahrhunderts.                                         |
| ja   | Datei hochladen | Statue Johannes Nepomuk HERIS-ID: 23881 Objekt-ID: 20249 | Wolfpassing ·                              |               |         | In der Ortsmitte von Wolfpassing steht ein aus der Zeit von 1725 bis 1730 stammender Bildstock mit einer Statue Johannes Nepomuks.                                                       |